# 萧袍里
萧袍里（1018年—1089年），墓志铭作萧袍鲁，辽国（契丹）大臣。属于后族萧氏，辽道宗时北府宰相。

## 生平
萧袍里曾祖父割辇，金印紫绶，官至北府宰相。祖父解里，父亲奥幹，因子赠同中书门下平章事。萧袍里自比管仲、乐毅，被辽兴宗器重。重熙年间，辽兴宗亲征西夏，命萧袍里押领殿中司一行兵马，有功，授本府敞史。历任左金吾详稳，改授松山州刺史，因为才能升任归州观察使，遥领静江军节度使，历任匡义、彰圣、开远、临海等军节度使。萧袍里曾任南女直详稳，管理南部女真人事务。详稳是将军、相公的转译，不是专指某一职官，为将军、长官的一种通称。大安元年（1085年）十一月丁酉，辽道宗任命南女直详稳萧袍里为北府宰相。其前后担任北府宰相的有萧挞不也。大安五年（1089年），得病去世，年七十二岁。赠潞州节度使、同中书门下平章事。道宗派东京巡警使、司农少卿张可及为祭使，司农少卿、知辽西州军州事杨恂为葬使，大安六年春归葬祺州娘子庄。

## 家庭
- 正妻：耶律氏，横帐节度使曷鲁之女，早亡
- 继室：耶律氏，北院大王帐故静江军节度使陈家奴之女，早亡，再娶其妹，也是早亡
  - 子：萧挞烈，北面护卫
  - 子：萧俞都姑
  - 女儿：萧渤鲁里，嫁遥辇耶律猪儿
  - 女儿：萧移信，嫁北面护卫耶律王七
    - 孙子：萧延郍
    - 孙子：萧和尚
    - 孙子：萧乌夺剌
    - 孙子：萧割只哥
    - 孙子：萧落姑
    - 孙女：萧特里得
    - 孙女：萧乌者